# Трифенилгерман
Трифенилгерман — элементоорганическое вещество, арилпроизводное
германа с формулой Ge(C6H5)3H,
бесцветные кристаллы.

## Получение
- Действие алюмогидрида лития на трифенилбромогерман:

{\displaystyle {\mathsf {4Ge(C_{6}H_{5})_{3}Br+Li[AlH_{4}]\ {\xrightarrow {35^{o}C}}\ 4Ge(C_{6}H_{5})_{3}H+LiBr+AlBr_{3}}}}

## Физические свойства
Трифенилгерман образует бесцветные кристаллы.
Растворяется в бензоле, хлороформе, диэтиловом эфире.

## Химические свойства
- Диспропорционирует при нагревании:

{\displaystyle {\mathsf {2Ge(C_{6}H_{5})_{3}H\ {\xrightarrow {>45^{o}C}}\ Ge(C_{6}H_{5})_{2}H_{2}+Ge(C_{6}H_{5})_{4}}}}